# رافینا
رافینا (به لاتین: Rafina) شهر بندری واقع در ساحل شرقی استان آتیک در یونان است. جمعیت این شهر ۱۳٬۰۹۱ نفر (سرشماری سال ۲۰۱۱) می‌باشد. مساحت رافینا ۱۸۹۷۹ کیلومتر مربع است.

## خواهرخوانده
شهرهای لفکارا و تیریلی خواهرخوانده‌های رافینا هستند.